# 구 한국산업은행 대구지점
구 한국산업은행 대구지점(舊 韓國産業銀行 大邱支店)은 대구광역시 중구에 있는 일제강점기의 건축물이다. 2003년 4월 30일 대구광역시의 유형문화재 제49호로 지정되었다.

## 개요
1932년 조선식산은행 대구지점으로 건립됐다. 해방 후인 1954년 한국산업은행 대구지점이 사용했었다. 현재 대구 근대역사관으로 사용되고 있는 근대문화유산 건축물이다.

## 참고 문헌
- 한국산업은행대구지점 - 국가유산청 국가유산포털